# João Ribeiro de Carvalho (farmacêutico)
João Ribeiro de Carvalho, ou apenas João Carvalho, (Amarante, 14 de outubro de 1890 – Oeiras, 25 de fevereiro de 1972) foi um farmacêutico e político brasileiro com atuação no Piauí.

## Dados biográficos
Filho de Raimundo Barbosa de Carvalho e Júlia Maria Gonçalves. Farmacêutico graduado em 1911 pela Faculdade de Medicina da Bahia. Em 1926 fundaram a Associação de Comércio, Indústria e Agricultura Oeirense (ASCOM) e ele compôs sua primeira diretoria, na condição de orador. Prefeito de Oeiras entre junho de 1935 e março de 1936, retornou ao cargo entre maio e dezembro de 1947. Derrotado na eleição para prefeito da respectiva cidade em 1954, venceu a eleição para vereador em 1958. Eleito deputado estadual via UDN em 1962, com a vitória do Regime Militar de 1964 mudou para a ARENA em 1966, ficando na terceira suplência.
Durante sua estadia na Assembleia Legislativa do Piauí, viveu um caso de antroponímia com o empresário João Carvalho, razão pelo qual pediu para incluírem o adjetivo "farmacêutico" ao citarem seu nome parlamentar, diferenciando-se de seu homônimo.
Irmão de Orlando Carvalho e tio de Carvalho Neto e Walmor Carvalho.